# Zielonowka (obwód penzeński)
Zielonowka (ros. Зелёновка) – wieś (sieło) w Rosji, w obwodzie penzeńskim, w rejonie sierdobskim. W 2010 liczyła 551 mieszkańców.